# 13343 Annietaylor
13343 Annietaylor eller 1998 SY127 är en asteroid i huvudbältet som upptäcktes den 26 september 1998 av LINEAR i Socorro County, New Mexico. Den är uppkallad efter Annie Taylor, en amerikansk lärare som undervisade i Kalifornien.
Asteroiden har en diameter på ungefär 8 kilometer och den tillhör asteroidgruppen Padua.